# Telde
Telde es una ciudad y municipio español perteneciente a la isla de Gran Canaria, en la provincia de Las Palmas, comunidad autónoma de Canarias. Con 102 472 habitantes en 2022, es el segundo municipio más poblado de Gran Canaria, tras Las Palmas de Gran Canaria, y el cuarto de Canarias. La ciudad posee el título de Muy Ilustre.

## Toponimia
El municipio toma su nombre de su capital municipal, cuyo origen procede del término aborigen Telle con el que los antiguos canarios conocían a esta zona de la isla.
El clérigo e historiador Pedro Hernández Benítez indica en su obra Telde: Sus valores arqueológicos, históricos, artísticos y religiosos:

...el nombre primitivo de Telde es Telle, que por homofonía ha venido a convertirse en Telde…De todo lo cual resulta que nuestra ciudad llevaba tal nombre porque en nuestra zona abundaba extraordinariamente el higo y que Telde (Telle aborigen) significa higo. Todavía existe la supervivencia de este nombre en la denominación de una zona de ésta que lleva actualmente el nombre de Higuera Canaria.

## Símbolos

### Escudo
El escudo de Telde fue creado en 1967 basándose en algunas de las señas de identidad más importantes del municipio, a saber el hecho de haber sido primera sede eclesiástica y por tanto ciudad (báculo y llave, lema) de Canarias (el sol), haber formado parte de Castilla (castillo) y la personalidad expresada por la bandera (rojo y azul de Zurita, invertidos con relación a la bandera).

Escudo cortado: primero, de azur, el sol, de oro, acompañado de llave y báculo del mismo metal; segundo, de gules, el castillo de plata. Al timbre, el lema, de plata y con letras de sable, «Fortunatarum prima civitas et sedes» y corona real abierta.

### Bandera
El origen de la enseña hay que rastrearlo en la rebelión de carácter absolutista que tuvo lugar en Telde y otras zonas de la isla en 1823. Durante la misma los rebeldes fueron derrotados por el ejército liberal que atacó Telde y capturó a Matías Zurita, anciano de 72 años que lideraba el levantamiento. Zurita fue ajusticiado en la plaza de San Juan y según cuenta la tradición su hijo tomó la camisa o un pañuelo azul ensangrentada que portaba el fallecido y la portó por toda la ciudad. Desde ese momento, Telde ha usado la bandera roja y azul como emblema propio.

Paño rectangular de seda, tafetán, raso, lanilla o fibra sintética, según los casos, cuya longitud es vez y media mayor que su ancho; compuesto de dos franjas horizontales de igual tamaño. La primera o superior, de color rojo, y la segunda o inferior de color azul.

## Geografía
Telde se localiza en el este de la isla, lindando con los municipios de Valsequillo, Santa Brígida, Las Palmas de Gran Canaria e Ingenio.
El término municipal tiene una extensión de 102,43 km², encontrándose a 9,5 kilómetros de la capital insular.
La altitud de la ciudad, cabecera del municipio, es de 130 metros sobre el nivel del mar, situándose el punto máximo del municipio a 1546 m s. n. m. en un punto de la cabecera del barranco del Pitango, entre las elevaciones de Montaña del Pleito y Mesa de la Gaviota.

### Orografía

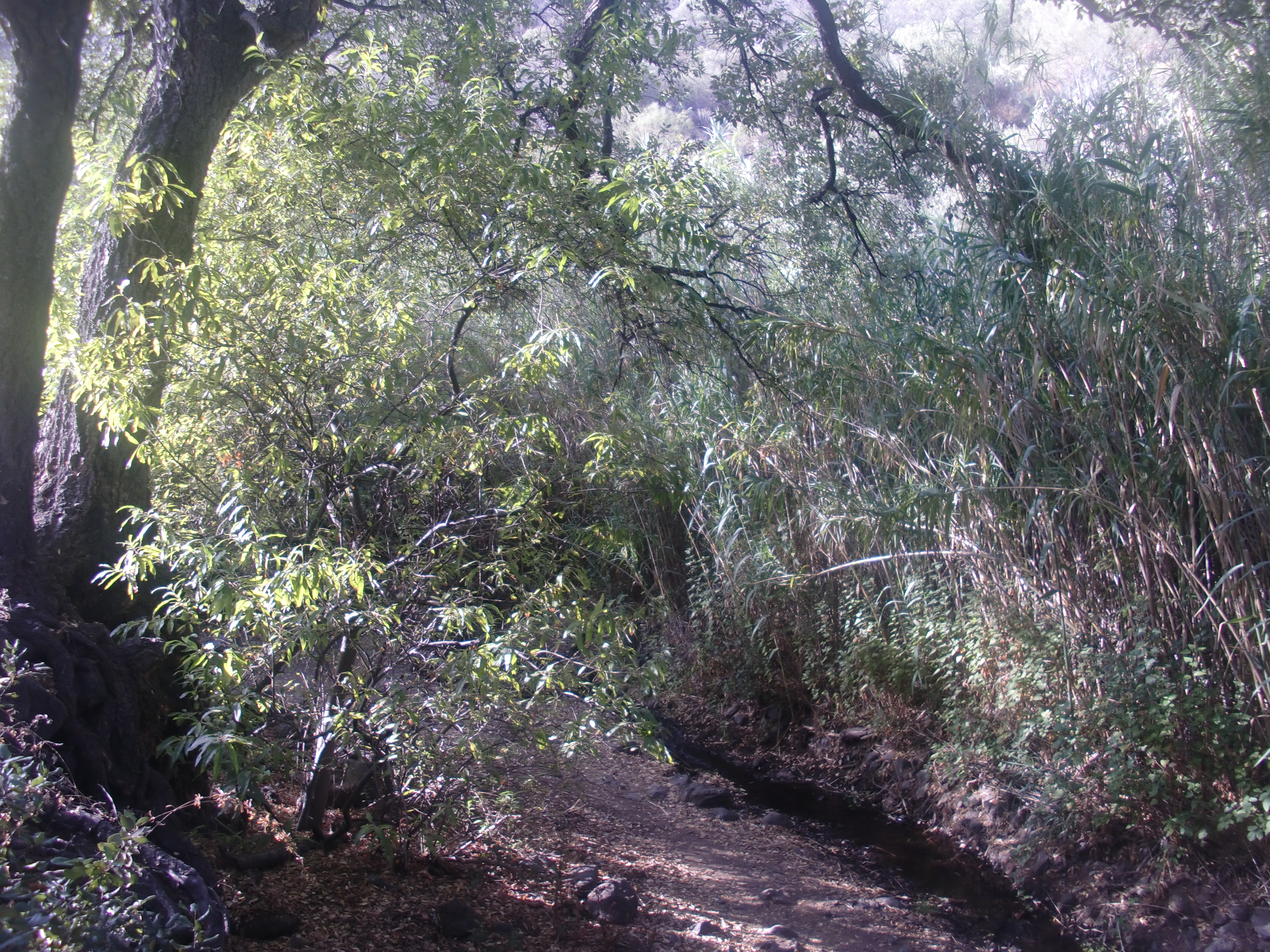
Barranco de los Cernícalos

El municipio de Telde se asienta en la fachada este de la isla de Gran Canaria, sobre terreno volcánico de creación relativamente reciente, correspondiente al tercer ciclo volcánico de Gran Canaria y a erupciones cuaternarias. Dos campos de volcanes recuerdan su pasado geológico: el de Jinámar, en la parte norte, con numerosos conos y malpaíses asociados a la erupción de Bandama; y el de Lomo Magullo, en la parte meridional. La mayor parte de la mitad oriental del municipio se compone de una plataforma costera que forma una amplia y fértil llanura, por la que discurren algunos de los principales barrancos de la isla como el barranco Real de Telde. Sobre dicha llanura se asienta la ciudad de Telde propiamente dicha. En el sector suroriental del municipio se encuentra la árida llanura conocida como los Llanos de Gando, compartidos con el vecino municipio de Ingenio, sobre el cual se asienta el aeropuerto de Gran Canaria. Dos brazos del municipio penetran hacia el oeste en el interior de la isla: el que se halla más al norte sigue en su ascenso accidentado al Valle de San Roque hasta altitudes medias; el más meridional escala hasta la cumbre bordeando sobre todo el barranco de los Cernícalos hasta la Caldera de los Marteles, a 1500 metros de altitud, que comparte con otros municipios. La costa teldense es muy variada: se intercalan acantilados de baja altura con playas de media extensión, de arena negra y amarilla; destacan las numerosas puntas y entrantes en el mar, particularmente la península de Gando, que conforma una bahía arenosa de aguas muy tranquilas.

### Clima
La pluviosidad registrada en el municipio es en general baja: solamente se superan los 300 mm de media anual a partir de los 400 metros de altitud, situándose por tanto la mayor parte del territorio por debajo del límite pluvial necesario para una plena agricultura de secano. Debido a que la mayor parte del territorio no supera los 200 metros de altitud, las temperaturas son en general suaves a lo largo de todo el año; no así en las partes altas, donde en invierno la temperatura puede bajar de 0 °C produciéndose ocasionalmente precipitaciones en forma de nieve que llegan hasta la localidad de Cazadores, a 1200 m de altitud. Dada su orientación en la parte oriental de la isla, abierto hacia el mar en dirección África, Telde se ve afectado frecuentemente por la calima proveniente del vecino Sáhara, produciéndose muy esporádicamente invasiones de aire sahariano que pueden ser severas.
| Parámetros climáticos promedio de Aeropuerto de Gran Canaria (normales 1991-2020) | Parámetros climáticos promedio de Aeropuerto de Gran Canaria (normales 1991-2020) | Parámetros climáticos promedio de Aeropuerto de Gran Canaria (normales 1991-2020) | Parámetros climáticos promedio de Aeropuerto de Gran Canaria (normales 1991-2020) | Parámetros climáticos promedio de Aeropuerto de Gran Canaria (normales 1991-2020) | Parámetros climáticos promedio de Aeropuerto de Gran Canaria (normales 1991-2020) | Parámetros climáticos promedio de Aeropuerto de Gran Canaria (normales 1991-2020) | Parámetros climáticos promedio de Aeropuerto de Gran Canaria (normales 1991-2020) | Parámetros climáticos promedio de Aeropuerto de Gran Canaria (normales 1991-2020) | Parámetros climáticos promedio de Aeropuerto de Gran Canaria (normales 1991-2020) | Parámetros climáticos promedio de Aeropuerto de Gran Canaria (normales 1991-2020) | Parámetros climáticos promedio de Aeropuerto de Gran Canaria (normales 1991-2020) | Parámetros climáticos promedio de Aeropuerto de Gran Canaria (normales 1991-2020) | Parámetros climáticos promedio de Aeropuerto de Gran Canaria (normales 1991-2020) |
| Mes                                                                               | Ene.                                                                              | Feb.                                                                              | Mar.                                                                              | Abr.                                                                              | May.                                                                              | Jun.                                                                              | Jul.                                                                              | Ago.                                                                              | Sep.                                                                              | Oct.                                                                              | Nov.                                                                              | Dic.                                                                              | Anual                                                                             |
| --------------------------------------------------------------------------------- | --------------------------------------------------------------------------------- | --------------------------------------------------------------------------------- | --------------------------------------------------------------------------------- | --------------------------------------------------------------------------------- | --------------------------------------------------------------------------------- | --------------------------------------------------------------------------------- | --------------------------------------------------------------------------------- | --------------------------------------------------------------------------------- | --------------------------------------------------------------------------------- | --------------------------------------------------------------------------------- | --------------------------------------------------------------------------------- | --------------------------------------------------------------------------------- | --------------------------------------------------------------------------------- |
| Temp. máx. abs. (°C)                                                              | 29.5                                                                              | 30.9                                                                              | 34.0                                                                              | 34.3                                                                              | 36.0                                                                              | 36.9                                                                              | 44.2                                                                              | 39.0                                                                              | 39.0                                                                              | 36.0                                                                              | 36.2                                                                              | 29.4                                                                              | 44.2                                                                              |
| Temp. máx. media (°C)                                                             | 21.1                                                                              | 21.3                                                                              | 22.2                                                                              | 22.9                                                                              | 24.0                                                                              | 25.6                                                                              | 27.3                                                                              | 27.8                                                                              | 27.2                                                                              | 26.3                                                                              | 24.3                                                                              | 22.3                                                                              | 24.4                                                                              |
| Temp. media (°C)                                                                  | 18.2                                                                              | 18.3                                                                              | 19.0                                                                              | 19.8                                                                              | 20.9                                                                              | 22.6                                                                              | 24.1                                                                              | 24.9                                                                              | 24.4                                                                              | 23.3                                                                              | 21.4                                                                              | 19.4                                                                              | 21.4                                                                              |
| Temp. mín. media (°C)                                                             | 15.2                                                                              | 15.3                                                                              | 15.7                                                                              | 16.6                                                                              | 17.8                                                                              | 19.5                                                                              | 21.0                                                                              | 21.9                                                                              | 21.6                                                                              | 20.3                                                                              | 18.4                                                                              | 16.5                                                                              | 18.3                                                                              |
| Temp. mín. abs. (°C)                                                              | 8.0                                                                               | 7.5                                                                               | 6.5                                                                               | 9.0                                                                               | 11.3                                                                              | 12.0                                                                              | 14.8                                                                              | 16.0                                                                              | 14.6                                                                              | 14.0                                                                              | 7.0                                                                               | 9.7                                                                               | 6.5                                                                               |
| Precipitación total (mm)                                                          | 23.4                                                                              | 19.8                                                                              | 11.9                                                                              | 5                                                                                 | 0.8                                                                               | 0.4                                                                               | 0                                                                                 | 0.6                                                                               | 5                                                                                 | 21.2                                                                              | 17.4                                                                              | 28.7                                                                              | 134.2                                                                             |
| Días de lluvias (≥ )                                                              | 3.1                                                                               | 3.0                                                                               | 2.3                                                                               | 1.3                                                                               | 0.3                                                                               | 0.1                                                                               | 0.0                                                                               | 0.1                                                                               | 1.1                                                                               | 2.4                                                                               | 3.9                                                                               | 4.5                                                                               | 22.1                                                                              |
| Horas de sol                                                                      | 184                                                                               | 191                                                                               | 229                                                                               | 228                                                                               | 272                                                                               | 281                                                                               | 308                                                                               | 300                                                                               | 242                                                                               | 220                                                                               | 185                                                                               | 179                                                                               | 2819                                                                              |
| Humedad relativa (%)                                                              | 65                                                                                | 66                                                                                | 64                                                                                | 64                                                                                | 65                                                                                | 66                                                                                | 65                                                                                | 66                                                                                | 68                                                                                | 69                                                                                | 67                                                                                | 68                                                                                | 66                                                                                |
| Fuente n.º 1: AEMET                                                               |                                                                                   |                                                                                   |                                                                                   |                                                                                   |                                                                                   |                                                                                   |                                                                                   |                                                                                   |                                                                                   |                                                                                   |                                                                                   |                                                                                   |                                                                                   |
| Fuente n.º 2: Agencia Estatal de Meteorología (medias y precipitación 1991-2020)  |                                                                                   |                                                                                   |                                                                                   |                                                                                   |                                                                                   |                                                                                   |                                                                                   |                                                                                   |                                                                                   |                                                                                   |                                                                                   |                                                                                   |                                                                                   |

### Zonas protegidas
Una parte importante del territorio de Telde está incluida en la Red Canaria de Espacios Naturales Protegidos, compartiendo con municipios limítrofes la reserva natural especial de los Marteles, el paisaje protegido de Lomo Magullo, el monumento natural de Bandama, el paisaje protegido de Tafira, el sitio de interés científico de Jinámar y el monumento natural de Draguillo. A estas áreas protegidas se suman el sitio de interés científico de Tufia y el sitio de interés científico de Gando, ambos localizados íntegramente en el municipio de Telde.

### Vegetación
El intenso aprovechamiento agroganadero de su territorio a lo largo de la historia ha determinado un paisaje muy antropizado. Dentro de la vegetación arbórea silvestre del municipio se puede destacar el sauzal-acebuchal del barranco de los Cernícalos, así como unos pocos pinares repoblados en la década de 1950 en las zonas de cumbre, varios palmerales y distintas especies xerófilas autóctonas del litoral.

## Historia

### Época aborigen

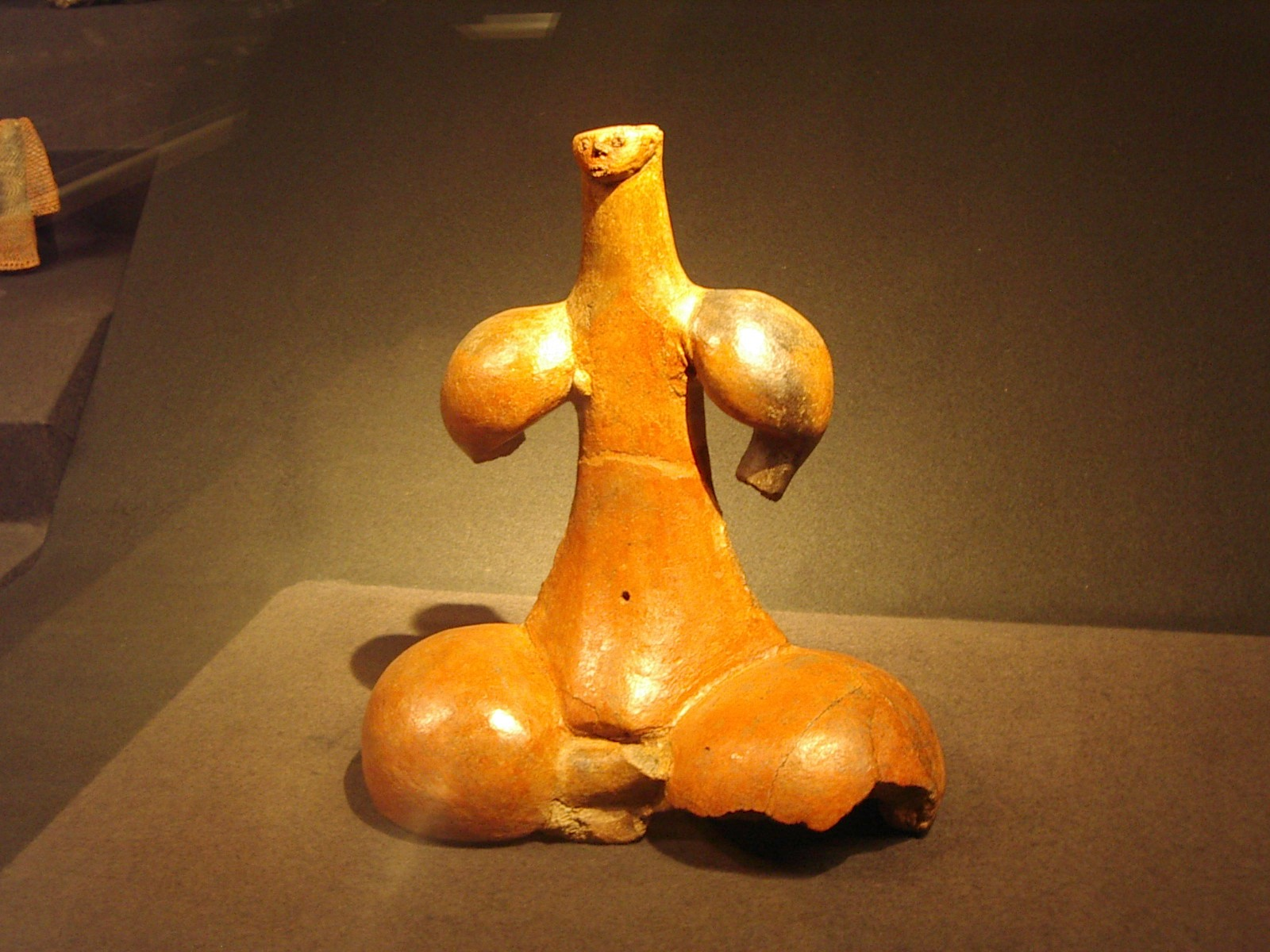
Ídolo de Tara, en el Museo Canario, Las Palmas de Gran Canaria

En un período difícil de determinar, posiblemente el siglo XIV, Telde ya era uno de los diez núcleos principales en que se dividía la isla. Tras la unificación de la misma en torno al bando de Gáldar diferentes crisis sucesorias hicieron que Telde formara a intervalos un guanartemato independiente, cuyos territorios abarcaban la mitad este-sur de la isla, desde el barranco de Tenoya hasta la cumbre central y desde ahí hasta la zona de Mogán. Rival de Gáldar, queda constancia de una gran guerra entre ambos clanes que enfrentaron a 10 000 hombres por parte de Telde contra 4000 del de Gáldar, enfrentamiento del que salió victorioso el segundo, que volvió a reunificar la isla poco antes de la conquista castellana. Sin embargo, otra hipótesis dice que el gobierno de toda la isla lo tuvo inicialmente Arguineguín, hegemonía que heredó Telde y del que Gáldar se rebeló posteriormente.
No está del todo clara la situación de ambos guanartematos durante la invasión castellana, en todo caso parece seguro que el guanartemato teldense era administrado por un faycán llamado Guariragua pariente del guanarteme de Gáldar. El papel activo de dicho sacerdote y su protagonismo durante la invasión castellana hacen que Telde posea modernamente el apelativo de ciudad de los Faicanes.
El núcleo aborigen se dividía en tres sectores que rodeaban el barranco de Telde: Tara, Cendro y un tercer núcleo entre los actuales barrios de San Francisco y San Juan; las viviendas eran diferentes según la condición social de los habitantes, cuevas artificiales para la nobleza, en las zonas más bajas y casas en las zonas más altas para la clase plebeya. Del tamaño de este núcleo aborigen dan fe los cronistas, que cifran en 14 000 los posibles habitantes del mismo (cifra a todas luces excesiva). Este núcleo central estaba rodeado por diferentes tipos de asentamiento de menor entidad pero integrados con los demás en una red complementaria: en la costa, poblados en las puntas y salientes dedicados a la pesca de bajura y a la recolección de moluscos, los componen casas artificiales y cuevas a veces rodeados por murallas, el ejemplo más significativo es el de Tufia; en el interior en los escarpes de los barrancos como el del Draguillo poblados trogloditas dedicados a la agricultura y ganadería, con las zonas habitacionales, los graneros colectivos y la necrópolis situados en cuevas naturales o artificiales. El actual territorio teldense se incluía a su vez en una red complementaria mayor que es el Guanartemato, el cual abarcaba distintos ecosistemas desde el húmedo norte hasta las áridas estribaciones meridionales.
La presencia de frailes mallorquines en el siglo XIV hacen de Telde la primera ciudad y primera capital de Gran Canaria desde una perspectiva europea, puesto que fue la primera sede de un obispado en Canarias según bula del papa Clemente VI de 1351, aunque dicho obispado nunca tuvo valor real. Acorde con las Crónicas, estos misioneros fueron con el tiempo odiados por los canarios, bien porque los asociaban con los esclavistas que saqueaban las costas, bien por motivos de otra índole[cita requerida]; lo cierto es que a finales de dicho siglo los aborígenes arrojaron a los misioneros por la Sima de Jinámar[cita requerida]. Los normandos Jean de Bethencourt y Gadifer de la Salle desembarcan en la bahía de Gando y entablan relaciones amistosas con los canarios para en una segunda oportunidad intentar una entrada armada, que es rechazada. Sesenta años después Diego de Herrera intentará también la conquista de la isla desembarcando por Gando, pero la captura de su socio Diego de Silva en Gáldar y la imposibilidad del primero en romper la resistencia armada de los guerreros canarios hacen fracasar el intento, la entrega de Silva a Herrera ha dado nombre al barranco de Silva en la mitad meridional del municipio. Posteriormente Herrera establecerá una Torre en Gando desde la cual saquear las tierras de los canarios, pero estos con Doramas y otros famosos guerreros al frente tomarán la torre que será demolida.
El actual término municipal no se vio afectado directamente por los terribles avatares de la guerra de conquista emprendida por los castellanos en 1478, el Faycán de Telde y los guerreros teldenses presentaron sin embargo una tenaz resistencia y la ocupación de Telde propiamente dicho no se llevaría a cabo hasta finales de 1482, prácticamente al final de la conquista. Los castellanos levantaron en ese momento una torre defensiva cerca de la actual Basílica de San Juan, núcleo de la ciudad presente.

### Del Antiguo Régimen alsigloXXI
Aunque la fundación oficial de la ciudad data de la segunda mitad del siglo XIV, y se deriva de la Bula Coelestis Rex Regum de 1351, la refundación tuvo lugar en la primavera - verano de 1483 por el capitán de la Real Hermandad de Caballeros de Andalucía, Cristóbal García del Castillo, un moguereño que después de lograr la victoria de las armas castellanas, se asentó en la Vega Mayor teldense para levantar casa, ingenios azucareros, y poner en cultivo un buen número de fanegas de la mejor tierra que existía en Gran Canaria.
Acabada la conquista, Telde figuraba aún en 1490 como la única ciudad de la isla siendo cabecera judicial y administrativa de la mitad meridional de la misma, posición de preeminencia con respecto a dicha región que no perdería hasta tiempos recientes. Los castellanos asentaron el núcleo principal de la nueva población en los llamados barrios de San Juan y San Francisco, siendo el primero el núcleo más importante de la misma al aglutinar la iglesia, la plaza y los órganos administrativos. Los cronistas percibieron entre los pobladores de este barrio una fuerte presencia de nobles y personas importantes, desdeñosos de los problemas políticos de la capital insular; en San Francisco se asentaron inicialmente las clases populares, aunque bien podríamos decir que con el tiempo este barrio devino en barrio de clases medias de la época: monjes, artesanos y pequeños propietarios. La población más pobre de la ciudad vivía, sin embargo, en lo que se llamó Los Llanos de Jaraquemada y Berebería, en donde surgió el barrio de San Gregorio. Nació este último emplazamiento a la sombra de los primeros, para acabar fundiéndose con ellos ya en el siglo XIX e igualándoles en importancia pues se había convertido en la zona comercial de la ciudad; como curiosidad se puede destacar, que los primeros habitantes de San Gregorio eran moriscos, esclavos capturados en la costa africana y traídos para realizar todo tipo de actividades: domésticas, agrícolas, etc. La importancia de esta primera población se dejó notar para la posteridad en una intrincada y caótica red de calles y callejones, a semejanza de las ciudades musulmanas, que contrasta con el señorial y organizado barrio de San Juan y con el pulcro, aunque irregular en su trazado a fin de adaptarse al relieve, barrio de San Francisco.
En los momentos inmediatamente posteriores a la conquista, Telde fue objeto de jugosos repartimentos entre los conquistadores. Desde entonces, su historia ha sido la de un municipio agrícola puntero a nivel regional, que ha tenido como cultivos principales sucesivamente a la caña de azúcar, la vid, la cochinilla y finalmente el plátano y el tomate. Estos cultivos de exportación fueron combinados con una agricultura de subsistencia basada en cereales (trigo y cebada) y una importante actividad ganadera heredada de tiempos aborígenes pero enriquecida con nuevos tipos de ganado traído por los castellanos, como es el vacuno; a partir del siglo XVII se produce una paulatina implantación del millo y de la papa (sobre todo en sectores de medianías) que culminará a finales del siglo XVIII e inicios del XIX y que permitió una importante expansión demográfica y económica, así como el surgimiento de toda una cultura tradicional en torno a estos dos cultivos americanos; en cualquier caso tanto el trigo como la cebada continuaron siendo cultivados en las tierras altas de difícil riego. 
Las razones de esta riqueza agrícola se encuentran en la fertilidad del suelo tanto de los valles de medianías como de la Vega Mayor de Telde, así como en los aportes de agua provenientes de las cumbres que se dividían en dos grupos principales: las aguas aportadas por las cuencas del municipio de Valsequillo (segregado de Telde a principios del siglo XIX) de caudal más importante, gestionadas por la Heredad de Aguas de la Vega Mayor de Telde, y las provenientes del barranco de Los Cernícalos, en la actual zona de medianías-cumbre del municipio, gestionadas por la Heredad de Aguas del Valle de los Nueve, ello permitió el desarrollo de una agricultura muy próspera en una región árida por la falta de lluvias, basada en un cultivo intensivo de regadío. En el siglo XX, las crecientes exigencias de la agricultura provocaron la multiplicación de pozos y galerías para extraer el agua del acuífero; a mediados de dicho siglo la superficie cultivada del municipio se extendía a través de 6000 hectáreas de terreno. Otras actividades económicas de cierta importancia en Telde fueron las relacionadas con la artesanía: los cuchillos canarios producidos en la ciudad eran de gran calidad y al igual que en el resto de la isla conservó entre las poblaciones rurales modelos de alfarería y cestería aborígenes, adquiriendo también gran notoriedad la elaboración de cuerdas y tejidos con hilo extraído de la pita.
A pesar de las relativamente buenas comunicaciones terrestres con el resto de la isla, la exportación de toda esta producción se realizó fundamentalmente por vía marítima, a través de La Garita y Melenara cuyo puerto fue durante siglos la principal conexión con el mundo exterior. La bahía de Gando ejercía como fondeadero alternativo al de La Luz siendo un posible punto por donde pasó Cristóbal Colón.
Telde no fue afectado por las frecuentes incursiones de países enemigos que azotaron la isla entre los siglos XVI y XVII, pero jugó sin embargo un importantísimo papel en la lucha contra las mismas fundamentalmente en los ataques del inglés Francis Drake (1595) y del neerlandés Van der Does (1599) contra Las Palmas de Gran Canaria; durante la sangrienta lucha contra este último, las milicias teldenses soportaron intensos combates contra las fuerzas invasoras en los sectores clave de la campaña, luchas que conllevaron costosas bajas así como la pérdida de los más importantes líderes de la compañía teldense.
Hasta el siglo XIX, el municipio fue escenario de diversos levantamientos populares casi todos de carácter campesino debidos a las excesivas exacciones que pesaban sobre los mismos; unos pocos lo fueron de carácter político como fue la fracasada rebelión absolutista de 1823 liderada por Matías Zurita en contra del gobierno del Trienio Liberal. Aplastada la rebelión y posteriormente reinstaurado el absolutismo con Fernando VII, la camisa ensangrentada de Zurita se convertiría en emblema del municipio.
Otro hecho sangriento marcaría la historia teldense en el siglo XX: durante la represión franquista en la isla, numerosos opositores políticos fueron arrojados a la Sima de Jinámar; la época de Franco vería al interior teldense convertido en escenario de la larga huida de «El Corredera», personaje que llegaría a convertirse en símbolo de la lucha antifranquista. Durante dicho período y como consecuencia de un largo proceso comenzado decenios atrás, la economía y sociedad teldenses experimentarían cambios radicales.

## Demografía
Telde cuenta con una población de 102 867 habitantes (INE 2024).
| Gráfica de evolución demográfica de Telde entre 1842 y 2021                                                         |
| |
| Población de derecho según los censos de población del INE Población de hecho según los censos de población del INE |

La distribución poblacional del municipio es equilibrada: el núcleo de Telde propiamente dicho no excede 1/3 del total de habitantes del municipio. El barrio de San Francisco se conserva como una joya histórica y ejerce de reclamo turístico para los visitantes; el de San Juan aglutina los principales centros administrativos y culturales del municipio conservando también una gran riqueza arquitectónica, y San Gregorio es el centro económico del casco. La expansión del casco ha hecho que núcleos como El Ejido o Lomo del cementerio se encuentren prácticamente fundidos con el centro urbano. Este ha experimentado también una fuerte expansión hacia las zonas aledañas de la circunvalación de la ciudad en forma de modernos edificios de oficinas y viviendas, destinadas muchas de ellas a clases de medio-alto poder adquisitivo. Este hecho unido a la construcción de extensos parques urbanos ha llevado a la práctica colmatación del espacio interior existente entre el casco y la vía antes dicha, que está a punto de ser superada.
El otro gran núcleo poblacional es el Valle de Jinámar, en el límite norte del municipio, que aglutina a un número de habitantes casi equivalente al del casco histórico. Jinámar concentra una gran actividad económica, siendo la sede de diversas empresas dedicadas al sector secundario en polígonos industriales hoy en recesión. 
Jinámar, junto con Las Remudas y San José de las Longueras, fueron durante las décadas más recientes barrios con un fuerte componente de marginalidad social, paro y total desamparo en lo que a servicios se refiere. Este hecho fue debido a que durante el régimen franquista y primeros años de la democracia fueron construidos grandes bloques de viviendas, baratas pero con escasas condiciones de habitabilidad, a donde fue a parar todo un conglomerado de personas procedente del más variopinto origen, sobre todo de bajos ingresos salariales, padeciendo a su vez una deprimente falta de inversiones sociales. En la última década sin embargo dichos núcleos han progresado y poco a poco van dejando atrás el estigma de barrios problemáticos, si bien no alcanzan todavía el grado de bienestar del casco teldense. 
El resto de la población municipal se encuentra repartida por todo el territorio. Hacia las cumbres se extienden los núcleos de Valle de los Nueve, Lomo Magullo, La Breña y Cazadores. Antaño pueblos dedicados a la agricultura de subsistencia, hoy en día son barrios dormitorio cuya población está estancada desde hace años; aún conservan sin embargo cierta actividad agrícola obra ante todo de pequeños agricultores, así como el carácter propiamente rural de las medianías del municipio y de la isla. Otros barrios como pueden ser La Herradura, La Pardilla, o El Caracol se distribuyen por la zona central del municipio y otros como El Calero, siguiendo la autovía GC-1 (más concretamente, siguiendo la vieja carretera de Melenara, que se cruza en ese punto con la autovía).
Es en la zona costera sin embargo donde se ha producido el más importante crecimiento poblacional del municipio: toda la banda existente entre La Garita y Salinetas ha experimentado un fortísimo crecimiento, asociado a construcciones familiares destinadas a familias acomodadas, el atractivo de vivir junto al mar es indudable, valor al que se añade la inmediata conexión con la autopista y la cercanía de importantes centros comerciales.

## Administración y política

### Gobierno municipal
Fruto de las elecciones de 2023, y de la necesidad de reunir 14 concejales (lo que conforma la mayoría en el salón de plenos), Ciudadanos para el Cambio (CIUCA), Coalición Canaria (CC), Partido Popular (PP), y Más por Telde (MxT) firmaron un pacto de gobierno mediante el cual se nombró alcalde a D. Juan Antonio Peña, candidato de CIUCA. De esto modo, Nueva Canarias pasaría a formar parte de la oposición municipal, tras perder 4 concejales en los comicios, uniéndose al PSOE y Vox, este último con representación por primera vez en la ciudad. Dela. Carmen Hernández, quien fuera alcaldesa de la ciudad y candidata de Nueva Canarias, cedió su acta a la Segunda en la lista, Dña. Minerva Alonso, tras perder las elecciones en Telde, que era uno de los mayores feudos de la formación nacionalista hasta el momento. 
Ciudadanos para el cambio, llega a la alcaldía con 7 concejales y más de 10 000 votos de respaldo, algo que no ocurría desde hace más de 20 años. La formación liderada por el nuevo alcalde gestiona las áreas de Economía y Hacienda, Nuevas Tecnologías, Recursos Humanos, Desarrollo Local, Deportes, Mercados, Participación Ciudadana, Cultura, Festejos y Juventud. También dirigirá la Asesoría Jurídica y la empresa pública Gestel y supervisará la policía local.
El Partido Popular, con el senador Sergio Ramos como líder de su candidatura y tras doblar el número de concejales que obtuvo en 2019 (de dos a cuatro), administrará las áreas de Vías y Obras, Contratación, Vivienda, Playas, Sector Primario, Servicios Sociales e Igualdad. La empresa pública Fomentas también estará bajo su control.
El que fuera alcalde de la ciudad D.Héctor Suárez, candidato de CC, repetirá al frente de Urbanismo, Planeamiento y Patrimonio Municipal y Cultural. Además, la formación nacionalista también dirigirá Aguas y Saneamiento, Turismo, Sanidad y Consumo, Servicios Municipales (que incluye recogida de residuos) y Alumbrado Público. También la empresa Aguas de Telde, queda bajo su mando de la formación y de sus dos concejales, Pilar Mesa y [pendiente de revisión]. 
Medio Ambiente, Fuentes, Parques y Jardines, Educación, Solidaridad y Bienestar Animal serán gestionados por Más por Telde, que en el anterior mandato también formó parte del grupo que gobernaba en el ayuntamiento.
De esta manera el grupo de gobierno de la ciudad pasa a estar formado por 16 concejales, muchos de ellos jóvenes que por primera vez se incorporan a la corporación municipal.

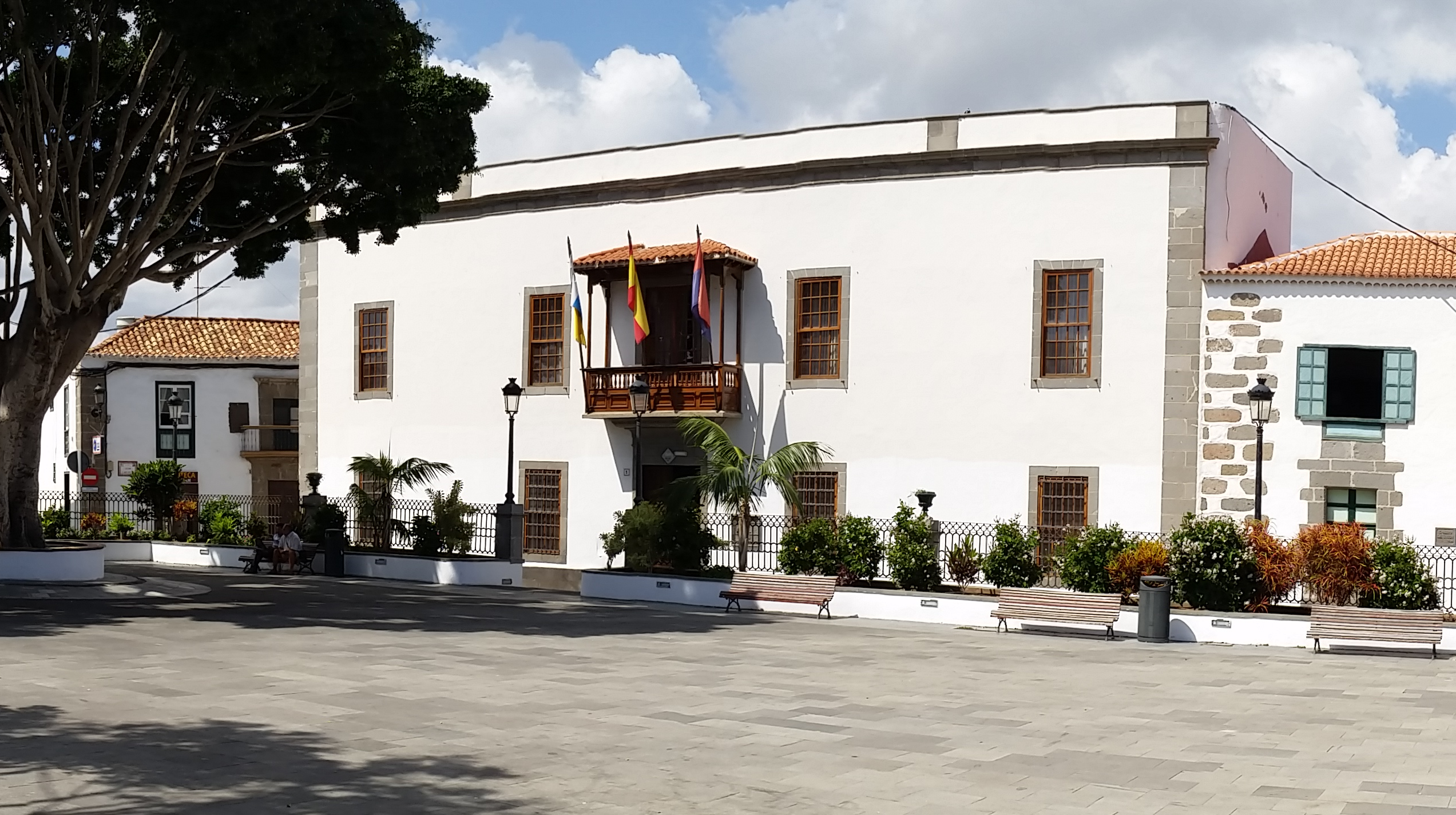
Ayuntamiento de Telde

| Periodo   | Nombre                      | Partido | Partido                             |
| --------- | --------------------------- | ------- | ----------------------------------- |
| 1979–1987 | Aureliano Santiago          |         | Asamblea Canaria Nacionalista (ACN) |
| 1987–1991 | Marcelino Galindo           |         | Izquierda Canaria Unida (ICU)       |
| 1991–1999 | Aureliano Santiago          |         | Asamblea Canaria Nacionalista (ACN) |
| 1999–2007 | Francisco Valido            |         | Partido Popular (PP)                |
| 2007–2011 | Aureliano Francisco         |         | Nueva Canarias (NC)                 |
| 2011–2015 | María del Carmen Castellano |         | Partido Popular (PP)                |
| 2015–2019 | Carmen Hernández            |         | Nueva Canarias (NC)                 |
| 2019–2021 | Héctor Suárez               |         | Coalición Canaria (CC)              |
| 2021–2023 | Carmen Hernández            |         | Nueva Canarias (NC)                 |
| 2023-act. | Juan Antonio Peña           |         | Ciudadanos para el Cambio (CIUCA)   |

| Partido político                                 | 2023   | 2023  | 2023       | 2019   | 2019  | 2019       | 2015   | 2015  | 2015       | 2011                       | 2011                       | 2011                       | 2007   | 2007  | 2007       |
| Partido político                                 | Votos  | %     | Concejales | Votos  | %     | Concejales | Votos  | %     | Concejales | Votos                      | %                          | Concejales                 | Votos  | %     | Concejales |
| Ciudadanos para el Cambio (CIUCA)                | 10 223 | 22,19 | 7          | 4615   | 10,45 | 3          | —      | —     | —          | 5830                       | 12,41                      | 4                          | 4973   | 10,38 | 3          |
| Partido Socialista Obrero Español (PSOE)         | 6949   | 15,08 | 5          | 8918   | 20,19 | 6          | 5730   | 11,60 | 4          | 4189                       | 8,92                       | 2                          | 8056   | 16,81 | 5          |
| Nueva Canarias (NC)                              | 6545   | 14,2  | 4          | 10 759 | 24,36 | 8          | 10 208 | 20,66 | 7          | 12 986                     | 27,64                      | 9                          | 14 712 | 30,70 | 9          |
| Partido Popular (PP)                             | 6199   | 13,45 | 4          | 3217   | 7,28  | 2          | 4308   | 8,72  | 3          | 12 391                     | 26,38                      | 8                          | 10 329 | 21,56 | 7          |
| Coalición Canaria (CC)                           | 4440   | 9,63  | 3          | 5454   | 12,21 | 4          | 4053   | 6,21  | 2          | 2922                       | 6,22                       | 2                          | 2253   | 4,70  | 0          |
| Vox                                              | 2883   | 6,25  | 2          | 885    | 2     | 0          | —      | —     | —          | —                          | —                          | —                          | —      | —     | —          |
| Más por Telde (+XT)                              | 2732   | 5,45  | 2          | 3142   | 7,11  | 2          | 6671   | 13,50 | 4          | 3738                       | 7,96                       | 2                          | —      | —     | —          |
| Podemos-Izquierda Unida (IU)-Equo-Se Puede Ganar | 957    | 2,07  | 0          | 2979   | 6,75  | 2          | 3621   | 7,33  | 2          | 729                        | 1,55                       | 0                          | 1018   | 2,12  | 0          |
| Coalición de Centro Democrático (CCD)            | —      | —     | —          | —      | —     | —          | 2629   | 5,33  | 1          | —                          | —                          | —                          | —      | —     | —          |
| Centro Canario Nacionalista (CCN)                | —      | —     | —          | —      | —     | —          | —      | —     | —          | Con Coalición Canaria (CC) | Con Coalición Canaria (CC) | Con Coalición Canaria (CC) | 2921   | 6,10  | 1          |

### Organización territorial
Arenales, Balcón de Telde, Casas Nuevas, Caserones, Cazadores, Cendro, Clavellinas, Cruz de Jerez, Cuatro Puertas, El Calero, El Caracol, El Ejido, El Goro, El Palmital, Gando, Hoya del Pozo, Jinámar, La Breña, La Garita, La Gavia, La Herradura, La Higuera Canaria, La Majadilla, La Pardilla, Las Goteras, Las Huesas, Las Remudas, La Viña, Lomo Bristol, Lomo del cementerio, Lomo Magullo, Marpequeña, Medianías, Melenara, Ojos de Garza, Piletillas, Playa del Hombre, Salinetas, San Antonio, San Francisco, San Gregorio, San José de las Longueras, San Juan, Tara, Tufia, Valderrama, Valle Casares, Valle de Los Nueve, Valle de San Roque.

### Representación consular
- Estonia
- Paraguay
- Rumanía

## Economía
En el siglo XX el municipio se ha convertido en un importante enclave comercial y aeroportuario, por la presencia en la zona de Gando del Aeropuerto de Gran Canaria, y en punto de paso entre la capital de la isla, Las Palmas de Gran Canaria, y la zona turística del sur. Así, la actividad económica principal se ha asentado en el cordón umbilical que es para la isla la autopista GC-1, con empresas dedicadas tanto al sector secundario, que se concentra en los polígonos industriales de El Goro, Las Rubiesas y Salinetas, como al terciario, como pueden ser los grandes centros comerciales de Alcampo, Hiperdino o Las Terrazas, amén de multitud de negocios estrechamente relacionados con dicha autovía. El sector comercial tradicional, de pequeñas tiendas, convive con la mediana empresa en el casco del núcleo capital, destacando como zona comercial la avenida de la Constitución, que conecta atravesando la parte baja del barrio de San Gregorio la iglesia y plaza de dicho nombre con una de las salidas de la ciudad.
Aunque la importancia del sector agrícola para el conjunto de la economía del municipio es pequeña, Telde ocupa a nivel regional un lugar destacado en lo que al sector primario se refiere. Si bien apenas quedan mil hectáreas cultivadas, estas lo son con técnicas avanzadas que permiten un gran rendimiento en una amplia gama de cultivos que van de las flores al tomate, pasando por el naranjo, lo que lo convierte en el primer municipio agrícola de Canarias si nos atenemos al valor de la producción total y al número de personas empleadas en labores agrícolas. Además, su cabaña ganadera es muy importante en el conjunto de la isla, especialmente la caprina.

### Turismo
El municipio de Telde conserva uno de los patrimonios paisajísticos, arqueológicos e histórico-artísticos más ricos del archipiélago canario, lo que redunda en una cada vez mayor participación del sector turístico en su economía al hilo de las nuevas tendencias vinculadas al turismo urbano y también al turismo rural. Turistas procedentes sobre todo de la Península, Alemania, Reino Unido y países nórdicos visitan cada año el municipio atraídos, entre otros reclamos, por la singularidad y belleza del casco histórico de San Juan y su basílica, el impresionante Bufadero de la Garita, el yacimiento aborigen de Cuatro Puertas y la posibilidad de practicar senderismo en lugares tan espectaculares como el barranco de los Cernícalos.
De su patrimonio cultural, destaca la zona fundacional de San Juan, donde se encuentra el Hotel Emblemático Siglo XVI, inaugurado en 2019; el conjunto histórico artístico de San Francisco, y los Llanos de San Gregorio o de Jaraquemada. Para conocer mejor esta riqueza patrimonial, la web oficial del municipio propone varias rutas de interés.
Otro importante atractivo turístico de Telde es su abundante herencia arqueológica, fruto de su relevante pasado aborigen. Cuenta con más de un centenar de yacimientos, entre los que destacan Tufia, Cuatro Puertas, Llano de La Brujas, Tara y Cendro.
Su naturaleza también invita a la acción, tanto en sus zonas rurales como en sus numerosas playas. Desde hace décadas, Telde ha sido uno de los escenarios de la isla donde más se ha prodigado el desarrollo del turismo activo, con rutas de senderismo para todo tipo de público, como las del barranco Real de Telde o la del barranco de los Cernícalos. El municipio cuenta con algunos establecimientos rurales, como el hotel rural Cortijo de San Ignacio, la casa rural La Primavera, el Hostal Albacar y la finca La Salud exponentes de un turismo rural incipiente.
Muchas de sus catorce playas invitan al baño y a la práctica de deportes náuticos, como el surf en playa del Hombre o en playa Chica o del Palo, así como windusurf, kitesurf o vela. Consecuencia de ello, es la aparición en los últimos años de más de un centenar de viviendas vacacionales, ubicadas mayoritariamente en la zona de costa, así como del hostel Canary Sun.
Su rica y variada gastronomía, basada en la cocina tradicional canaria, constituye igualmente otro importante aliciente para visitar Telde. Una amplia red de restaurantes ofrece al comensal la posibilidad de degustar productos tanto de la costa como del interior del municipio, que pueden ser saboreados con vinos propios, sin olvidar sus exquisitos quesos y repostería.
Otro destacado recurso turístico son sus fiestas patronales, entre las que destacan, por su singularidad y trascendencia religiosa, la de San Juan, San Gregorio y la del Cristo. También son relevantes la fiesta de la Caña Dulce o de la Concepción de Jinámar, donde se muestra los frutos de la tierra, y la fiesta de la Traída del Agua de Lomo Magullo, esta última declarada de interés turístico y basada en un rito de origen prehispánico.

## Cultura
El municipio cuenta con instituciones culturales importantes a nivel local (como el teatro municipal Juan Ramón Jiménez, y el aún inacabado Palacio de la Cultura), e insular como es la Casa-Museo León y Castillo, situada en la casa de nacimiento de este insigne político grancanario, aparte de contar con una muestra muy interesante sobre esta familia decimonónica, la institución juega un papel fundamental en el fomento de la cultura gracias a su apoyo permanente en forma de congresos y publicaciones a las más variadas materias. 
Desde 2004 cuenta con un complejo de multicines, tras décadas sin un solo recinto para la proyección de películas (hasta principios de los años 80 existían siete salas, no obstante, dichos cines se encuentran clausurados). Numerosos parques urbanos como el de San Juan o el de Jinámar complementados con modernos grupos escultóricos ayudan al esparcimiento ciudadano, aunque su estado no es ahora mismo aceptable debido a los problemas políticos (y económicos) por los que atraviesa el municipio. Se ha fomentado con especial énfasis la dotación deportiva pública, con gran interés en crear una red de campos de fútbol adecuados para la competición que abarca a prácticamente todos los barrios del municipio siendo el equipo de mayor categoría la Unión Deportiva Telde. Así mismo, en el ámbito deportivo destaca en especial el BM Remudas, más conocido como Rocasa, equipo que pertenece a la Primera División Femenina de Balonmano. También destaca el Teldeportivo, equipo de fútbol sala femenino, que llegó a jugar partidos en la máxima categoría como local en la ciudad, antes de trasladarse a disputar la mayoría de sus encuentros a Las Palmas de Gran Canaria. 
La ciudad ha dado a las letras dos importantes escritores: Marín de Cubas, historiador del siglo XVII fundamental para la comprensión de la sociedad prehispánica, y Saulo Torón, poeta del modernismo canario. También nació en Telde don Gregorio Chil y Naranjo, ilustre doctor de medicina cuya dedicación al mundo de los antiguos canarios, ejemplificada en la fundación del Museo Canario, ha sido de tanta importancia. Además, Telde ha sido el lugar de principal inspiración del dibujante underground Bonifacio, el cual ha afirmado en varias ocasiones que mantine muchos lazos de amistades con los ciudadanos del municipio y que su madre y gran parte de su familia son originarias del lugar. José Vélez, cantante de fama internacional especialmente en Latinoamérica es originario de un barrio humilde de Telde y mantiene con la misma una estrecha relación confirmada por los conciertos que organiza en la ciudad.
Otro aspecto de la cultura del pueblo teldense es aquel que se refiere a las prácticas esotéricas. Materia de estudio en varias obras científicas fundamentalmente por diversos crímenes de esa naturaleza cometidos hace pocas décadas, Telde es conocida popularmente como la «Ciudad de las brujas» por la tradicionalmente fuerte implantación de esta figura en la ciudad y su contraparte, los curanderos y santeras muy numerosos en las zonas altas del municipio.

## Monumentos y lugares de interés
Telde cuenta con 101 yacimientos arqueológicos y 709 bienes de interés etnográfico catalogados. En lo que se refiere a los yacimientos de época aborigen, cada año se amplía su número o se descubren nuevos aspectos de viejos yacimientos, pero la mayoría están en mal estado y muchos están a punto de desaparecer. Algunos de los más destacados son el poblado costero de Tufia en buen estado de conservación e intensamente excavado por los arqueólogos, Cuatro Puertas situado en lo alto de una montaña que domina la vega teldense y que se compone de una gran cueva con cuatro puertas como su nombre indica, más un almogarén (espacio religioso) en lo alto y un poblado de cuevas con granero colectivo en la parte trasera; las cuevas de Tara y Cendro restos del antiguo núcleo poblacional, el poblado del Draguillo en el límite con Ingenio, las Cuevas de Calasio que se componen de un laberíntico conjunto de cuevas artificiales unidas entre sí por túneles y la impresionante Necrópolis de Jinámar que comprende más de 500 tumbas de diferente tipología pertenecientes a los antiguos canarios.
Como todos los pueblos de tradición hispana, muchos barrios teldenses cuentan con plaza e iglesia propios, entre ellos destacan fundamentalmente la humilde iglesia de San Francisco y sobre todo la basílica de San Juan Bautista; esta última fue fundada a principios del siglo XVI junto al torreón establecido durante la conquista, pero el edificio original se derrumbó de manera que tuvo que ser reconstruido a mediados del siglo XVI tras lo cual y a lo largo de todos estos siglos se le han efectuado sucesivas reformas, la más importante de las cuales tuvo lugar en el siglo XVIII al calor de la expansión agrícola basada en el millo. Cuenta con dos piezas de arte importantísimas: el Retablo Gótico-Flamenco hecho en Amberes y traído a la ciudad en 1525, y el Cristo de Telde también del siglo XVI pieza realizada por los indios tarascos de Michoacán, extraordinaria por su elaboración con distintos elementos de millo así como por la fuerza emotiva que transmite. Ambos elementos señalan la pujanza del Telde azucarero del siglo XVI, época de la que data también la construcción conocida como «Los Picachos» y que son parte de las ruinas de un antiguo ingenio de esa época.
Si un elemento destaca en la arquitectura civil de Telde ese es el de la hidráulica. Como en el resto de la isla, son numerosas las acequias y cantoneras (puntos de redistribución de agua) que salpican el paisaje agrícola teldense, pero en el caso de este municipio oriental, dichas obras hidráulicas acrecientan notablemente sus dimensiones y podemos encontrar auténticos canales hoy prácticamente en ruinas, así como impresionantes acueductos como el de Las Longueras o el de San Francisco con centenares de años de antigüedad. Son numerosos los molinos de agua que se muestran en los cauces de los barrancos hoy casi todos abandonados; galerías y especialmente profundísimos (centenares de metros) pozos de agua yacen en ruinas por todo su territorio muestra de una cultura minera que alcanzó aquí el máximo desarrollo de toda Canarias, con algunos ejemplos tan espectaculares como el Pozo Jacón de La Breña; una galería que en las profundidades de la tierra fue transformada en pozo. Destaca de manera especial entre tantos monumentos la rehabilitada Noria de Jinámar y son igualmente destacables las minas de agua bajo el barranco de Telde que son las más antiguas de Canarias.
- Arqueológico:
  - Llanos de las Brujas en Jinámar
  - Cuatro Puertas
  - Cuevas de Cendro
  - Poblado aborigen de Tara
  - Poblado de Tufia
  - Cuevas de Calasio y barranco de Silva

- Arquitectónico
  - Barrio de San Francisco
  - Basílica de San Juan Bautista
  - Inmediaciones del barrio de San Juan
  - Puente de los Siete Ojos
  - Acueducto de Las Longueras
  - La Noria de Jinámar
  - Casa roja o casa del diablo

- Artístico:
  - Cristo de Telde
  - Retablo Gótico-Flamenco de la Basílica de San Juan Bautista

- Cultural:
  - Barrio de San Gregorio

- Natural:
  - Barranco de los Cernícalos
  - Caldera de los Marteles
  - Sima de Jinámar
  - Roque de Gando
  - Los Altos de Jarcó y Los Cercados
  - Los Volcanes de Rosiana
  - Los Valles de Casares y San Roque
  - Los Arenales de Tufia
  - El Bufadero de La Garita

- Playas (de norte a sur):
  - Bocabarranco
  - Playa de Jinámar
  - El Barranquillo
  - San Borondón
  - Playa Chica
  - La Garita
  - Hoya del Pozo o Pozuelo
  - Playa del Hombre
  - Melenara
  - Salinetas
  - Playa barranco de Silva
  - Aguadulce
  - Tufia
  - Ojos de Garza
  - Gando (dentro de la base aérea militar)

### Fiestas populares y ferias
- Carnaval de Telde (febrero)
- Fiestas patronales de San Juan (24 de junio)
- Fiestas del Cristo de Telde (del 11 al 22 de septiembre)
- San Francisco (4 de octubre)
- San Gregorio (17 de noviembre)
- Fiestas de Nuestra Señora de la Concepción y de la Caña Dulce (Jinámar, 8 de diciembre)
- Entierro del Hueso (Las Huesas, marzo)
- Traída del Agua (Lomo Magullo, agosto)
- Ntra. Sra. de las Nieves (Lomo Magullo, agosto)

### Patronazgo

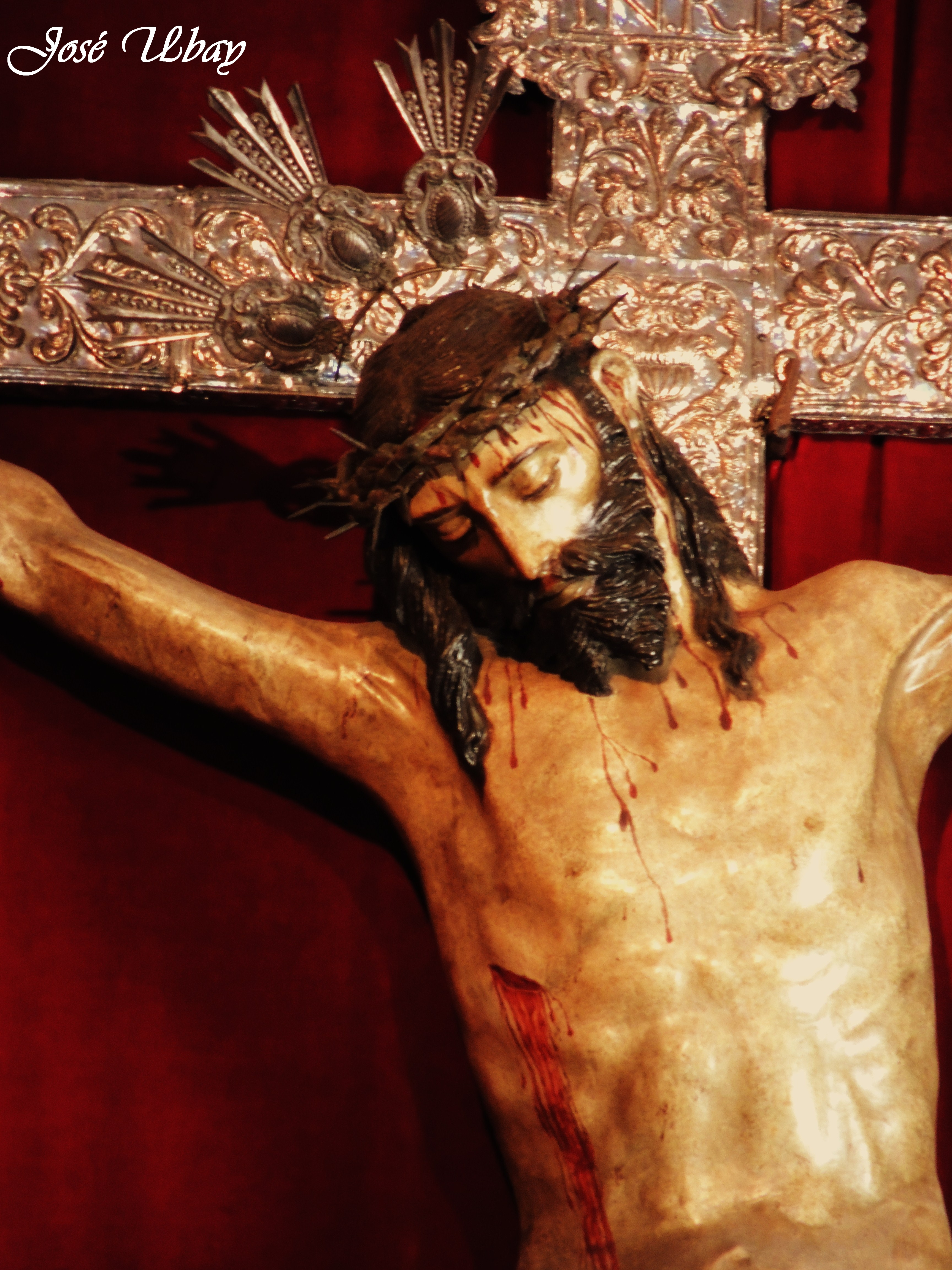
Santísimo Cristo de Telde venerado en la Basílica de San Juan

San Juan Bautista es el patrono de la ciudad de Telde y de su municipio, su fiesta se celebra cada 24 de junio y su imagen se venera en la Basílica de San Juan Bautista de Telde. El copatrón de la ciudad es San Gregorio Taumaturgo, que se venera en la iglesia que toma su nombre, y cuya fiesta se celebra el 17 de noviembre. 
Sin embargo la imagen más venerada de la ciudad de Telde es el Santísimo Cristo de Telde, cuya fiesta se celebra cada 14 de septiembre y que es el Alcalde Honorario y Perpetuo de Telde. Actualmente ostenta este título de manera compartida con la Virgen de las Nieves del barrio teldense de Lomo Magullo, quién también posee el título de Celestial Alcaldesa Mayor y Perpetua de la ciudad de Telde desde 1977. El Cristo se encuentra en la Basílica de San Juan.

## Servicios

### Sanidad
Telde dispone de un total de ocho centros de salud repartidos por sus distintos barrios y el centro de la ciudad, una residencia de ancianos en Taliarte y actualmente también una unidad de salud mental en El Calero. 
Para casos no tratables en esos centros, los teldenses son derivados al Hospital Universitario Insular situado en el cono sur de Las Palmas de Gran Canaria.

### Comunicaciones
La autovía GC-1 atraviesa el municipio de norte a sur y es uno de los ejes viarios vertebradores del municipio; comparte esta cualidad con el casco de la ciudad de Telde, desde el cual parte la red radial de carreteras del municipio: un ramal de la GC-1, ornamentado con palmeras canarias comunica la ciudad de Telde con el resto de la isla; desde Jinámar viene la antigua carretera general, que enlazaba Las Palmas de Gran Canaria con los localidades sureñas del interior pasando por el núcleo de Telde (llega hasta él por el puente de los Siete Ojos) para seguir hacia Cuatro Puertas, Aguatona, Ingenio... Desde Telde parte hacia El Calero la carretera de Melenara, que comunica el núcleo urbano con el puerto; desde la zona central de la ciudad, finalizando la avenida del Cabildo que divide la ciudad en dos mitades, se comunica la ciudad con Valsequillo. Por último, arranca de desde la zona sur del casco la carretera a Cazadores, conocida también como carretera de Los Picos, que lleva a través de las medianías teldenses hasta la Cumbre.
Alrededor del núcleo capitalino fue construida en la segunda mitad de la década de los 90 una circunvalación que alivió en gran medida el tráfico por el casco, pero que hoy en día ya empieza a encontrarse saturada. Recientemente ha sido abierta una vía a la espalda de los núcleos costeros en expansión, paralelamente a todo el frente marítimo.
A lo largo del litoral se encuentran también dos puertos en servicio: el puerto de Taliarte, cada vez más vinculado a otras actividades, y el industrial de Salinetas, estrechamente unido a la actividad en el polígono cercano.
El aeropuerto de Gran Canaria: compartido con el municipio de Ingenio, es el más transitado del archipiélago canario, y uno de los más transitados de España, siendo el quinto aeropuerto por número de pasajeros y por operaciones, y el tercero por carga (enero-agosto de 2006), y como nodo (hub) de escalas internacionales para vuelos transcontinentales. También en las inmediaciones del Aeropuerto de Gran Canaria se encuentra el Centro de Control de Tránsito Aéreo de Canarias.

## Ciudades hermanadas
- San Cristóbal de La Laguna, España
- Breña Alta, España
- Gáldar, España
- Moguer, España
- Chongqing, China[16]